# 김지형
김지형(金知衡, 1958년 4월 22일 ~ )은 전라북도 부안군에서 태어난 대한민국의 대법관이다.

## 학력
- 전주고등학교 졸업
- 원광대학교 법경대학 법학과

### 명예 박사 학위
- 2012년 2월 원광대학교 명예법학 박사

## 경력
- 1979년 : 제21회 사법고시 합격
- 1980년 : 3월 원광대학교 법경대학 법학과 졸업.
- 1984년 : 9월 서울지방법원 동부지원 판사.
- 1986년 서울민사지방법원 판사.
- 1989년 전주지방법원 정읍지원 판사.
- 1989년 독일 괴팅텐대학교 법관 해외장기연수.
- 1991년 광주고등법원 판사.
- 1991년 헌법재판소 헌법연구관 파견.
- 1993년 서울고등법원 판사.
- 1995년 서울지방법원 판사.
- 1996년 광주지방법원 순천지원 부장판사.
- 1998년 사법연수원 교수(형사재판실무, 노동법, 독일법 등 강의 (지방법원 부장판사: 차관보 급).
- 2001년 서울지방법원 부장판사(민사항소 노동전담부 재판장).
- 2003년 2월 특허법원 부장판사(차관 급).
- 2003년 9월 서울고등법원 부장판사.
- 2003년 대법원 대법원장비서실 실장.
- 2005년 9월 사법연수원 연구법관.
- 2005년 11월 21일 ~ 2011년 11월 20일 : 대법원 대법관(장관 급)
- 2012년 : 사법연수원 석좌교수
- 2012 ~ 2016년 : 법무법인 지평 고문변호사
- 2012년 ~ 2017년 : 원광대학교 법학전문대학원 석좌교수
- 2013년 3월 ~ 2014년 한국신문윤리위원회 이사
- 2013년 4월 ~ 2015년 4월 한국신문윤리위원회 위원장
- 2014년 9월 ~ 2015년 8월 국세청 조세법률고문
- 2016년 1월 ~ : 대한상사중재원 중재인
- 2017년 1월 ~ : 법무법인 지평 대표변호사
- 2017년 7월 ~ 2017년 10월 : 신고리 5,6호기 공론화위원회 위원장
- 2018년 3월 ~ 2022년 6월 : 규제개혁위원회 민간위원장
- 2019년 ~ 2023년 : 한국전력공사 윤리준법위원회 외부위원
- 2019년 5월 ~ : 사법연수원 운영위원장
- 2019년 10월 ~ 2022년 : 현대제철 안전ㆍ환경자문위원회 위원장
- 2020년 1월 ~ 2022년 2월 : 삼성 준법감시위원회 위원장
- 2024년 ~ : 숙명여자대학교 경영전문대학원 석좌교수

## 서훈
- 2011년 청조근정훈장(1등급).

## 일화
- 법원 내 손꼽히는 노동법 권위자로 <노동법 해설>, <근로기준법 해설> 등 노동법 관련 단행본과 논문을 저술했고, 상대적으로 진보적인 법률 해석으로 소장 판사들의 지지를 얻었다.
- 2005년 대법관 임명 당시 비 서울대 출신의 40대 고법 부장판사라는 점에서 '대법원 순혈주의'를 완화시킨 인사라는 평가를 받았다.
- 대법관 14명 중 유일한 비서울대(원광대) 출신이었다.(2005년~ 2011년)
- 2009년 이건희 전 회장 등 삼성그룹 전.현직 핵심 인사 8명에 대한 삼성 에버랜드 전환사채 저가 배정 사건의 상고심 재판 주심을 맡았으며 비배임 판결이 나는데 결정적인 역할을 하였다.

| 전임 서동원 | 제11대 규제개혁위원회 민간위원장 2018년 3월 23일 ~ 2022년 6월 11일 | 후임 김종석 |